# 前原正浩
前原正浩（まえはら まさひろ、1953年11月24日 - ）は日本の元卓球選手、現指導者。東京都墨田区錦糸町出身。段級位は7段。現役時代は明治大学を卒業後協和醗酵キリンに所属し、全日本選手権男子シングルス優勝や、日本代表として活躍。現役引退後は ソウル、アトランタ、シドニーの3度のオリンピックで日本代表監督を務めた後、現在は国際卓球連盟副会長。日本卓球協会副会長。日本オリンピック委員会評議員。

## 経歴
1953年 東京都墨田区生まれ。父正作と母美津（故人）のもとに生まれる。四つ違いの姉、二つ違いの兄がいる。
錦糸小学校４年生時に姉の影響で卓球を始める。「東京では飯が食えない」が父の口癖だったが、両親の反対を押し切り練習に行くほどのめり込む。
「小学校6年の時に全日本選手権の男子シングルス決勝をテレビで観たこと」で、木村興治と長谷川信彦の対戦をテレビ観戦して決勝の舞台を自分も経験することを夢に抱いたことが前原の卓球人生の第1の転機だとされる。
1966年 中高一貫の明治大学付属明治高等学校中学校へ入学し、即卓球部へ。高校2年、３年と全国高校総体出場。2年時、1971年に中国が6年ぶりに出場しピンポン外交と言われた世界卓球選手権名古屋大会を徹夜で並んで観戦。団体戦男子銀、同女子金と日本選手が奮闘する姿に感動。
1972年 明治大学入学直後の合宿で手首が腱鞘炎になり途中離脱。1969年世界王者の伊藤繁雄に「手がダメなら頭と足があるだろ？」と言われ、専門書を読みふけり走り込んだ結果、関東学生卓球連盟新人戦で優勝。
1976年　協和醱酵工業株式会社（現・協和キリン株式会社）に入社（現在は退社）。2年後に恵子と結婚。年間250日は遠征等で家を空ける夫が連れてくる会社や大学の後輩に食事を作るなどして面倒を見た。１男１女に恵まれる。
1981年　全日本選手権男子シングルスで初優勝。86年から男子代表監督に。卓球が初めてオリンピック種目となった1988年ソウル大会で指揮を執る（1996年アトランタ、2000年シドニーも）。
1991年 荻村伊智朗の勧めで１年間、JOC派遣在外研修員として英国にある国際卓球連盟へ。妻子も同行した。
2005年　筑波大学大学院　体育研究科（現・人間総合科学科）スポーツ健康システム・マネジメント専攻を修了する。
　筑波大学大学院 人間総合科学科 スポーツ健康システム・マネジメント専攻募集要項
2008年（平成20年）日本卓球協会専務理事就任。全日本選手権演出プロジェクトチームを発足させるなど「魅せる全日本」を意識した運営を実現させる。
2013年（平成25年） 国際卓球連盟執行副会長就任。現在２期目を務めている。

## 主な戦績
明治中学時代の卓球の成績は、東京都でベスト8であった。
- 1970（昭和45）年、明治高校2年時にインターハイ男子ダブルスに出場した。その後、東京選手権大会でベスト16に入り、自信をつける。全日本卓球選手権大会ジュニアの部ベスト16に入る[4]。

高校2年生の時に観た1971年世界選手権名古屋大会で、チケットの入手ができなかったが、徹夜で会場の脇に並んで試合の観戦をすることで世界の舞台を意識したことが前原の卓球人生の第2の転機だとされる。
- 1971（昭和46）年、明治高校3年時にインターハイ予選東京都で優勝し、男子シングルスの部に出場した。
- 1972（昭和47）年、明治大学1年時に関東学生卓球連盟新人戦において優勝する。

当時、腱鞘炎に悩んでいたが、伊藤繁雄（1969年世界チャンピオン）の「だったら、君、頭と足があるじゃないか、頭で卓球を勉強することが出来るし、足で走り込めるじゃないか・・・」という助言が一筋の光明を与え、優勝することができたとされる。
その後全日本大学対抗のメンバーに選ばれ、決勝トーナメント2回戦で前年度優勝の福岡大学から3点を奪って勝利を収めた。中国青年隊との交歓大会で初の国際試合を経験した。この大会で前年度優勝の福岡大戦で挙げた3つの勝利が前原の卓球人生の第3の転機だとされる。
- 1972（昭和47）年度全日本卓球選手権大会に向けた事前合宿に高島則郎（後に規郎と改名）の練習相手として参加する。その大会で高島則郎が優勝した。
- 1974（昭和49）年、全日本学生選手権（第42回）ダブルス（ペア：斉藤仁）で優勝する。
- 1975（昭和50）年、大学4年時、東日本学生選手権で優勝、全日本学生選手権大会、男子シングルスで準優勝、ダブルスでは連覇（ペア：斉藤仁）を果たす。その後の全日本卓球選手権大会で決勝に進出し、河野満に敗れ準優勝となる。
- 1976（昭和51）年に協和醗酵工業株式会社（現 協和キリン株式会社）に入社。アジア選手権平壌大会（朝鮮民主主義人民共和国）で日本代表に選出される。全日本社会人選手権男子シングルス初優勝。全日本卓球選手権大会の混合ダブルスで優勝（ペア：葛巻まゆみ）。
- 1977（昭和52）年、全日本卓球選手権大会で男子シングルス準優勝。全日本社会人選手権男子ダブルス優勝（ペア：高木誠也）。世界卓球選手権バーミングハム大会（イギリス）で初の日本代表入りを果たす。
- 1978（昭和53）年、全日本卓球選手権大会大会3位。全日本社会人選手権男子シングルス優勝（2度目）
- 1979（昭和54）年、世界卓球選手権平壌大会で2度目の代表入り。
- 1981（昭和56）年、全日本卓球選手権大会で男子シングルス・男子ダブルス（ペア：阿部博幸)の2種目で優勝を果たす。

全日本卓球選手権大会の2ヶ月ほど前、「世界の壁を感じていた28歳の時の出来事」で、「1981年9月の平壌国際招待大会の事前合宿において荻村伊智朗から、『前原君はここしばらく卓球の形が変わっていないので、これが最後のチャンスだと思ってください』と告げられたこと」がきっかけで、後に「日本流ペン異質反転型の元祖」と呼ばれる勇気ある選型の変更を決断したとされる。
優勝後のインタビューでは「卓球をやってきて良かった、ラッキーでした」と語り、“ニュー前原”と称された
この年、世界卓球選手権東京大会を翌年に控えた1981年7月28日から8月3日の5日間、外国人招待選手も参加する中、第1回戦型別大会が開催された。
前原は、右ペン裏ソフトで選型別ランク1位となった。
- 1983（昭和58）年、全日本社会人選手権で男子シングルス3度目の優勝を果たす。

このとき、ベテランでありながらも「台上、前陣でのプレーが進歩している」ことから“ヘンシン前原”と称された。また、「日本中に前原流異質反転型が流行した。“前原に追いつき、追い越せ”が若手の合い言葉」と掲載され、日本代表となるための目標となる。
- 1976年から1985年にかけて日本代表で活躍した。出場した大会は以下の通り（国際卓球連盟データベースより）
- アジア選手権（Asian Table Tennis Canmpionships ATTU)
  - 1976年 - 平壌大会（朝鮮民主主義人民共和国）
  - 1978年 - バンコク大会（タイ）
  - 1982年 - ジャカルタ大会（インドネシア）
- 世界卓球選手権大会（World Table Tennis Championships WTTC）
  - 1977年 - バーミンガム大会（イギリス）
  - 1979年 - 平壌（朝鮮民主主義人民共和国）
  - 1981年 - ノヴィ・サド大会（ユーゴスラビア）
  - 1983年 - 東京大会（日本）
  - 1985年 - イエテボリ大会（スウェーデン）
- 1985年第38回[世界卓球選手権]イエテボリ大会（スウェーデン）に選手だけでなくコーチとしても登録された。

荻村伊智朗（当時専務理事）は、「異質反転プレイヤーで、最近これはあまりいませんが、世界選手権のような異常心理の場合には、効果的だと思います。これは宮﨑（和歌山相銀）、川村（日産自動車）にもあてはまります。」と前原選出の理由を述べた。

## 主な指導歴・功績・トピックス
高校在学時、明治中学卓球部を指導し、全国中学校に出場を果たす。
現役引退後は数々の世界大会の日本代表監督として選手指導にあたり、オリンピックではソウル大会、アトランタ大会、シドニー大会で代表監督とつとめた。
当時の日本代表の合宿の様子を荻村伊智朗と野平孝雄との情熱的なやり取りを語った後にこれからの日本代表について次のように語ったとされる。

「荻村さんも野平さんもこよなく卓球を愛し、誰よりも志が高かった人です。これから日本は、強化スタッフにもどれだけたくさんの志の高い人が関わってくれるのかが重要になってくるでしょう。そういう志の高い指導者が存在すれば、質の高い練習、質の高い競技生活を選手に指導し、質の高いゲーム分析ができる集団になっていくと思います」
2度目の世界卓球選手権代表監督就任時には、次のようなコメントをしている。
「要は情熱だと思います」「いかに選手をベストの状態で試合に臨ませるかが大事なことだと思うんです。トッププレーヤーは、それぞれが自分の意見、信念を持っているから、ベストにしてあげるそのお膳立てをぼくがしてあげられればいい」と語った。日本の伝統的な精神面での特徴については、「土壇場になったときの集中力と執念」とし、「これはぼくら日本人のスペシャリティだから失ってはいけないものとコメントした。
全日本卓球選手権女子シングルスを7回優勝した星野美香は、大学に進学して世界に挑戦していく過程で前原コーチと出会う。
「全日本チャンピオンになってから支えた前原コーチの存在は大きい」とし、星野自身は、「出会った指導者の方に恵まれていました」と前置きしたあとで指導者像に関して、「私は前原さんだと変に気を使わなくてもいいし、好き勝手なことをやらせていただきました。でも、それは人間として尊敬していましたし、人間として大好きだということが全体にあるんです」「前原さんは知識が豊富だし、世界のいろんなことを知っているから、お互いよくそういうことをしゃべっていましたね。前原さんには情の深さを感じます」とコメントしている。
“遅咲きの大器”と称された宮﨑義仁が、ソウル五輪自動推薦枠に入り日本人卓球選手として初めてのオリンピックへの出場第一号を決めた時のコメント。
「彼はつきあえばあうほど“俺はこの男に尽くしてみよう。この男に賭けてみよう”という気持ちにさせてくれますね」とコメントした。
『現代スポーツ評論』（2007年11月号）「卓球競技からみる監督・コーチの仕事」において、指導者の役割について、次のように紹介している。
「1. 目標設定の立案」「2. 選手の把握」「3. 強化スケジュールの作成」「4. 戦略・戦術の立案＆大会後の分析・評価」「5. コミュニケーション」「6. 大会・海外遠征マネジメント」「7. コーチング」「8. 強化スタッフとの連携」「9. スキルアップ」とした。この誌面では、当時筑波大学教授で河野一郎の「スポーツ指導者の12条件」を紹介し、最後に当時日本サッカー協会専務理事（現・副会長）の田嶋幸三の言葉を引用して締めくくった。
「指導者が学ぶことをやめたら、教えることをやめなくてはならない」
現在、公益財団法人 日本卓球協会専務理事。2013（平成25）年 5月15日に催された国際卓球連盟総会において、国際卓球連盟副会長に選出された。
「これは青天の霹靂だ」と日本卓球協会内で調整された副会長擁立についての会見後、「夢にも思わなかったポジションを与えられて、今は使命感を強く感じています。日本がリーディングポジションから抜けると日本のこれからの卓球も盛んにならないので、天命だと思ってやるしかない」と決意を表明している。
ITTFの副会長以上の要職に就くのは、日本からは荻村伊智朗、木村興治に次いで3人目である。
「人物」「主な戦績」で記載した前原の4つの卓球人生の転機（ターニングポイント）について、前原は、プレゼンテーションの機会を得るごとに自身の得た教訓を「何もしなければ、何も生まれない」という言葉で卓球関係者・スポーツ関係者に対して壁を乗り越える為の勇気を与え続けており、還暦を迎えた祝いの会においてこの言葉が刻印された記念品が参加者に対して贈られた。
以下、強化本部長、専務理事役職時代の功績を日本卓球協会創立80周年記念誌「日本卓球史」から抜粋する。（一部加筆）
1997年（平成 9年） - 初の外国人監督、ソーレン・アレーン（前スウェーデン監督）を招聘した。
2000年（平成12年） - 世界卓球選手権クアラルンプール大会（マレーシア）で男子チームが19年ぶりに3位入賞を果たし、銅メダルを獲得した。前原は日本代表男子監督。
2001年（平成13年） - 小学生のナショナルチームを創設
競技力向上の向上には、初期の段階での指導が重要であるという観点で、既存のナショナルチームに、ホープスナショナルチームを加え、小学生の段階から計画的に強化していく方針を決めた。
日本オリンピック委員会（JOC）・文部科学省から競技者育成プログラム策定事業のモデル競技文部科学省 総合評価に選出されたことで、公認コーチ養成講習会における専門科目の内容および実施方法の見直し、また、公認コーチの継続研修会や研修合宿などを実施した。
これらの継続的な実施により、コーチ養成委員会の事業による公認スポーツ指導者の登録人数は、2001（平成13）年は2,353名であったが、2012（平成24）年9月には3,414名と11年間で1,061名が増加している。＜登録人口は、「平成25年度版 日本卓球協会ハンドブック」から抜粋＞今後スポーツ指導者が全国津々浦々で増えていくことにより、卓球愛好者のみならず選手に多大な影響を与えていくことが期待される。

2002年（平成14年）2月 - 有望な選手及びその世代を指導する指導者・保護者がペアとなって参加し、初期設定を重視した指導プログラムでレベルアップさせていくことを目的とした「ホープス・カブ選手＋指導者の研修会」平成15年からは、中学生を対象とした4ブロック研修合宿を開催し、現在に至る。
2002年（平成14年） - 海外を拠点とした強化がスタート。
素質を持った将来性があると思われる男子選手をピックアップし、欧州のトップコーチであるマリオ・アミズィッチの指導の下、ドイツを拠点とした育成システムがスタート。これは、所属母体の協力と日本オリンピック委員会並びにスポーツ振興センターのサポートにより実現してきたものであるが、これまで岸川聖也、水谷隼、高木和卓、松平健太、松平賢二各選手らがこの育成システムを活用し、その後の成果を上げてきている。
2003年（平成15年） - マリオ・アミズィッチが全日本コーチに就任した。
2003年（平成15年） - 全日本大会演出プロジェクトチームが発足。
“選手にとってベストコンディションで試合に臨める環境づくり”“観客に対して「魅せる全日本！」を意識した運営”をテーマに掲げた大会運営を前原が提案。
「天皇杯・皇后杯 全日本卓球選手権大会」が国内最高格式の大会であることを明確にするために、プロの演出スタッフ（演出・音響・照明・アナウンス・映像）の協力のもと、これまでの大会とは一味違った選手権大会を実施。
さらに、大会スポンサーのPRフロアデザインに加え、会場内に設置された大型スクリーンを利用して試合情報やCMなどを放映。また、メディアへの積極的な広報活動や、大会ポスターを作成して告知を行うなど、日本一を競う大会として盛り上げていくための様々な策を講じていくようになった。
2010（平成22）年度の全日本卓球選手権大会より、フロアへ仮設スタンドを設置するなど、さらに選手、観客にとって魅力ある大会として注目を集めている。
2005年（平成17年） - 世界卓球選手権大会のテレビ放映。
上海で開催された世界卓球選手権大会を、テレビ東京が放映した。大会を通じて卓球がテレビ放映されたのはこれが初めてであり、卓球の認知度や人気が高まっていくきっかけとなった。福原愛というスーパースターの存在もあるが、卓球というスポーツを広く一般の視聴者に見てもらう絶好の機会となり、その後も、世界選手権の放映は続いている。
2009年（平成21年） - 世界卓球選手権大会が横浜で開催。
日本にとって6度目となる世界卓球選手権（個人戦）を2009年、横浜（神奈川）で開催した。会場の横浜アリーナには連日大勢の観客が訪れ、8日間で6万人を超す入場者となった。また、テレビ東京での放映も、高い視聴率をあげて、卓球の認知度がよりいっそう高まるイベントとなり、成功裏に終わった。
この大会では、男子ダブルスで水谷隼・岸川聖也が銅メダルを獲得し、日本男子にとっては12年ぶりの個人戦メダル獲得となった。
2011年（平成23年）、3月11日に東日本大震災があり、多くの卓球愛好家も被災した。
協会を中心に、個人レベルでも様々な支援活動が行われたが、復興への弾みとして、4月に協会は急遽2014年の東京での世界選手権開催に立候補することを表明。5月のITTF（国際卓球連盟）総会では満場一致で東京開催が決まった。日本にとっては7度目の世界選手権開催であり、戦後だけで見れば日本の開催回数はITTF加盟協会で最多となった。JA全農2014世界卓球団体選手権東京大会
2011年（平成23年） - 「日本卓球協会創立80周年記念誌」の発刊。
日本卓球協会記念事業の一環として、前原正浩専務理事の発案により、藤井基男の執筆のもと記念誌を作成した。記念誌は、日本卓球界の栄光と伝統の歴史を紹介する「日本卓球史」として後世に伝えることが目的で、2008（平成20）年度に創立80周年記念誌編集プロジェクトが設置され、幾度もの編集会議を経て発刊に至った。

2011年（平成23年） - 「王者の言霊（ことだま）」DVD
「日本卓球史」と併せて日本卓球界の栄光と伝統の歴史を紹介する映像（DVD）が八十周年記念誌とともに発刊された。
以上、日本卓球協会創立80周年記念誌より抜粋

## 関連書籍
- 「できる！スポーツテクニック5『卓球』」（ポプラ社）2010（2005年度版の改訂）
- 「現代スポーツ評論」（創文企画）86-91, 2007-11-00

## 脚註
1. ↑  Executive Committee (EC)国際卓球連盟
2. ↑  役員委員日本卓球協会
3. ↑  本会評議員一覧（非常勤）日本オリンピック委員会
4. 1 2 3 4 5  Nittakuニュース S55.2
5. 1 2 3 4  卓球王国2013.5
6. ↑  「AERA」（朝日新聞）　48-53, 2018.1.29
7. 1 2  TSPトピックス1985.4
8. ↑  TSPトピックス1981.2
9. ↑  TSPトピックス1984.9
10. ↑  卓球王国2013.7「誰よりもこよなく卓球を愛した人 野平孝雄さんを偲んで」
11. ↑  TSPトピックス1987.9
12. 1 2  TSPトピックス1987.10
13. ↑  TSPトピックス1993.2
14. ↑  現代スポーツ評論2007.11
15. ↑  卓球王国2013.7
16. ↑  日本卓球協会創立80周年記念誌
17. ↑  平成25年度版 日本卓球協会ハンドブック